# ガリーナ・ズミエフスカヤ
ガリーナ・ズミエフスカヤ（Galina Yakovlevna Zmievskaya、1952年-）は、フィギュアスケートのコーチ。

## 来歴

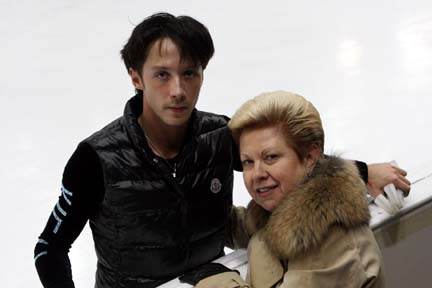
2007年GPファイナルにて。左はジョニー・ウィアー。

元はウクライナのオデッサを拠点としていた。彼女が指導したスケーターは、
- ヴィクトール・ペトレンコ
- オクサナ・バイウル
- ウラジーミル・ペトレンコ
- スコット・デイビス
- シルビア・フォンタナ
- ヴィアチェスラフ・ザゴロドニュクのキャリア初期
- 本田武史のキャリア初期
- エレーネ・ゲデヴァニシヴィリ[1]
- ステファン・ランビエール[2]
- ジョニー・ウィアー

ズミエフスカヤの長女のニーナはペトレンコと結婚し、コリオグラファー（振付師）としてズミエフスカヤの指導するスケーターの振り付けをしている。ズミエフスカヤの夫ニコライはオデッサで建築業を営む。バイウルをコーチする際、急逝したバイウルの母親のあとでマスコミからガードする役目もした。

バイウルの1994年オリンピック優勝後、ズミエフスカヤはコネチカット州、シンバリーに移り住み、コネチカットの国際スケートセンターで10年コーチをした。ニュージャージー州ウエインに場所を移す際、娘ニーナと義理息子ペトレンコのコーチもしていた。